# Личинио, Бернардино
Бернардино Личинио (итал. Bernardino Licinio; 1489, Венеция — 1565, Венеция) — итальянский живописец позднего Возрождения и начала маньеризма венецианской школы.

## Жизнь и творчество
Жизнеописание художника привёл в двух первых изданиях «Жизнеописаний наиболее знаменитых живописцев, ваятелей и зодчих» Джорджо Вазари, но при этом отождествил Бернардино Личинио с другим фриульским мастером «Джованни Антонио Личинио из Порденоне», породив тем самым путаницу с Джованни Антонио де Саккисом (прозванным по месту рождения Порденоне), в мастерской которого работал Бернардино. Разграничению художников и их работ способствовал Густав Людвиг в своей работе, опубликованной в 1903 году.
Бернардино и его брат Арриго (Риго) Личинио, упомянутые в документах между 1511 и 1515 годами, принадлежали к семье «бергамасков» (бергамского происхождения), происходящей из муниципалитета Посканте (позже Дзоньо), и обосновались в Венеции по традиции, которая сформировала круг бергамских художников, работавших в лагуне на протяжении нескольких поколений. Третий брат Зуане Баттиста, стал священником церкви Сан-Кассиано в Венеции, а четвертый, Никколо, как сообщается, был приходским священником церкви Сан-Бьяджо, также в Венеции.
Сыновья Арриго: Фабио (1521—1565) и Джулио (1527— ок. 1590) также были художниками.
Первые известное произведение Бернардино Личинио датировано 1522 годом, когда художнику было примерно тридцать семь лет. Бернардино писал алтарные картины и портреты под воздействием живописи Джорджоне, Тициана и Пальмы Старшего. Бернардино прибегал к ярким краскам, особенно красным разных оттенков, которые так любили венецианцы. Популярности художника способствовали ранняя смерть необычайно одарённого Джорджоне, высокие цены на портреты Тициана (который стал придворным художником императора Карла V), отъезд из Венеции опытных портретистов Лоренцо Лотто и Себастьяно дель Пьомбо.
Выдающимся произведением Бернардино Личинио считается триптих с образом Мадонны с Младенцем, восседающей на троне между святыми Антонием, Людовиком Тулузским, Франциском и Бонавентурой в базилике Санта-Мария-Глорьоза-дей-Фрари в Венеции.
Последнее из датированных произведений художника отмечено 1546 годом. Точная дата смерти Бернардино Личинио неизвестна, однако после 1550 года не сохранилось никаких документов или нотариальных актов, свидетельствующих о его жизни.
В санкт-петербургском Эрмитаже имеется одна картина Личинио: Семейный портрет.

## Галерея

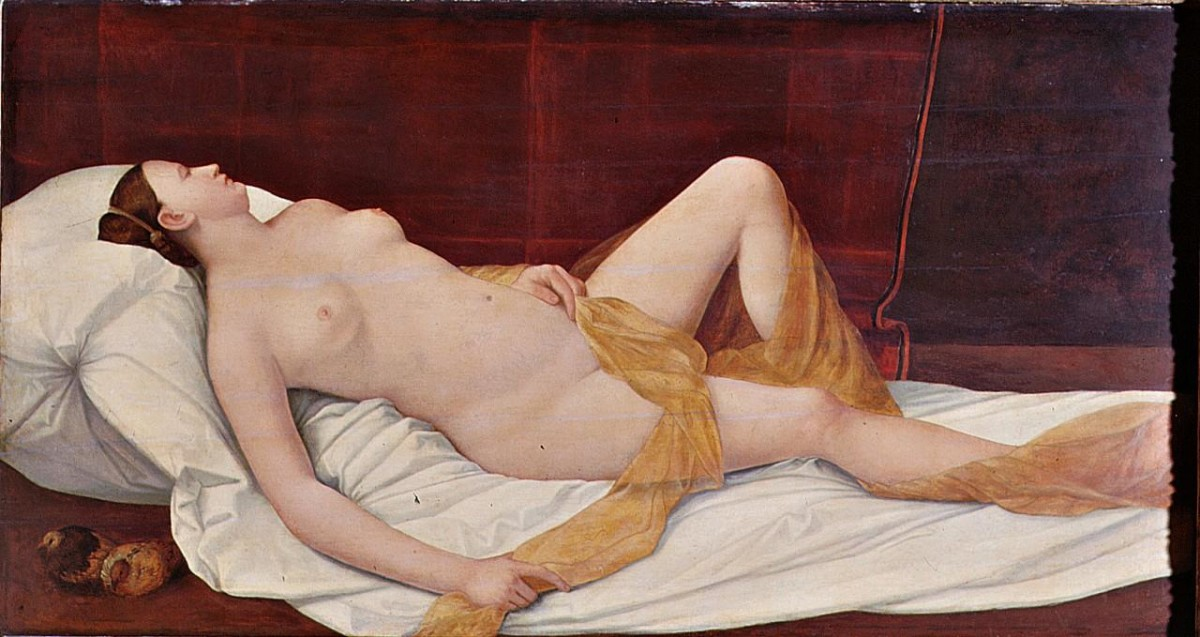
Венера. Между 1525 и 1549. Холст, масло. Уффици, Флоренция
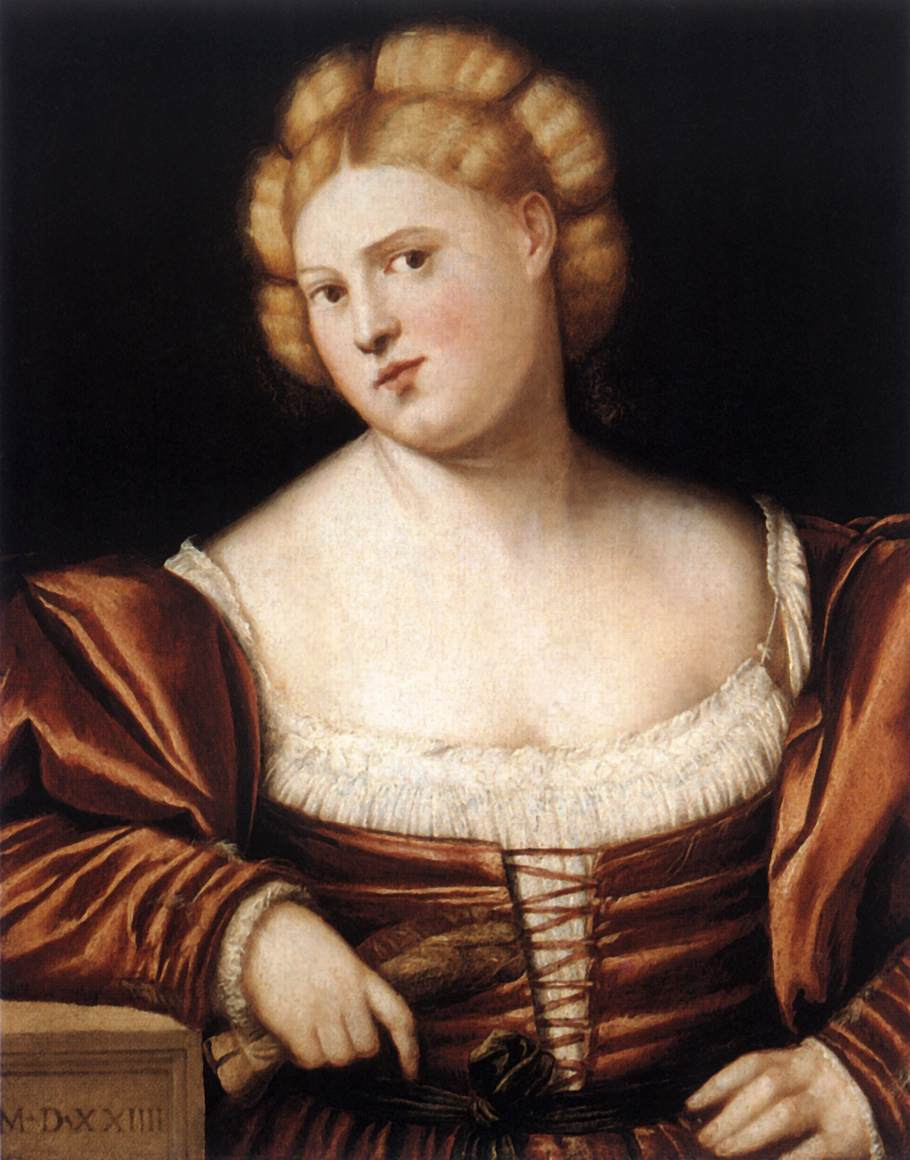
Портрет женщины. 1524. Ка-д’Оро, Венеция
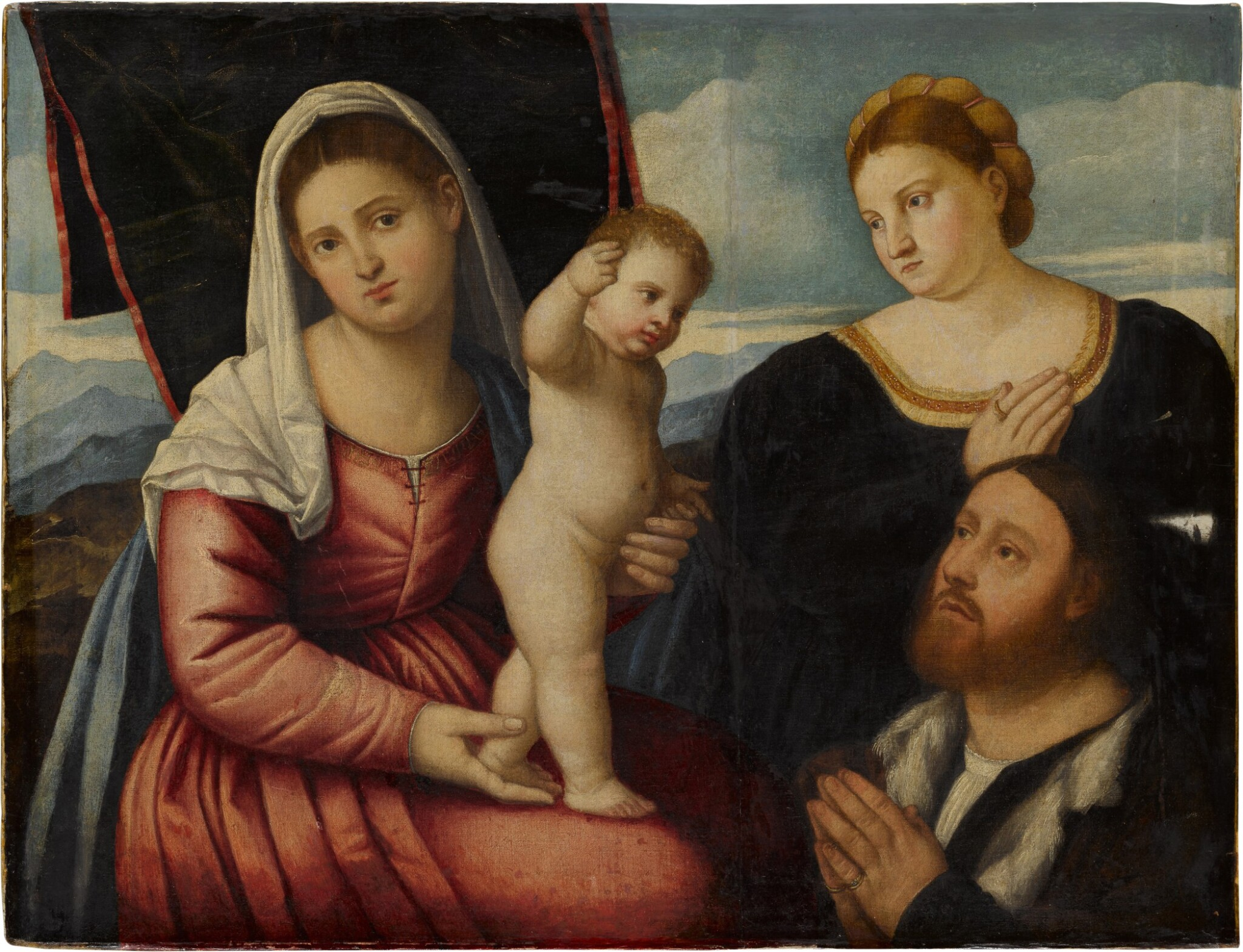
Mадонна с Младенцем и двумя донаторами. Холст, масло. Частное собрание
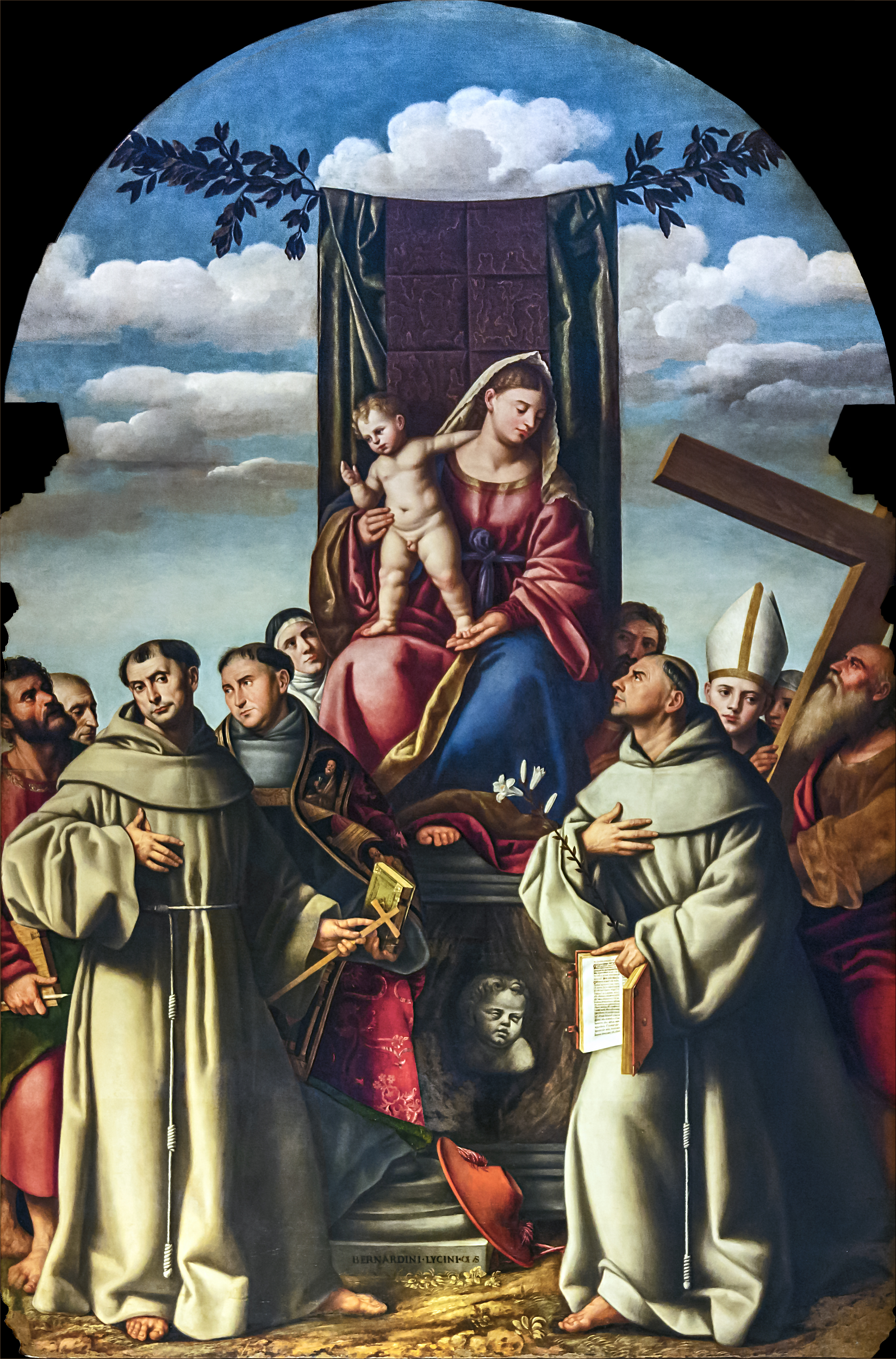
Мадонна с Младенцем между святыми Антонием, Людовиком Тулузским, Франциском и Бонавентурой. Базилика Санта-Мария-Глорьоза-дей-Фрари, Венеция
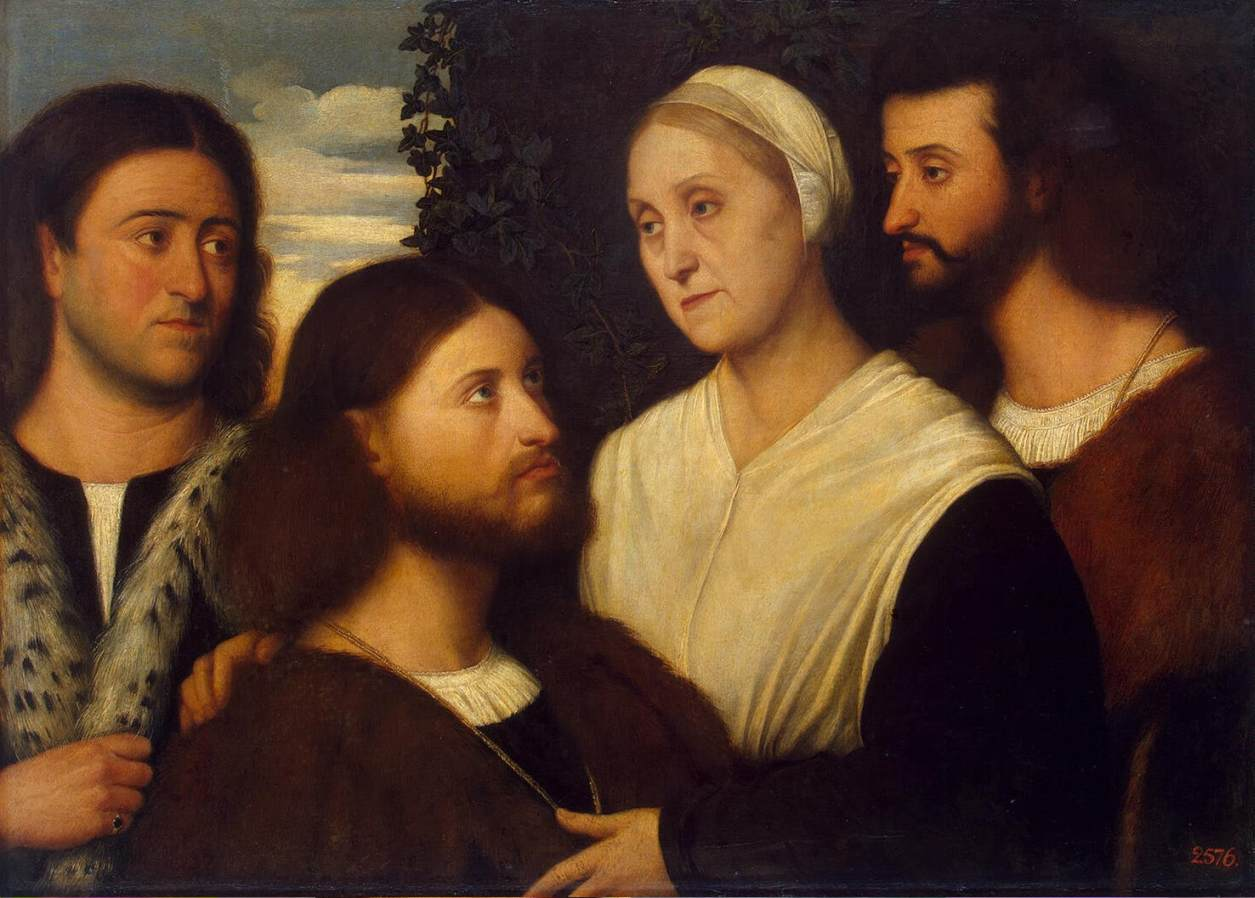
Семейный портрет. Ок. 1520. Холст, масло (переведено с дерева). Государственный Эрмитаж, Санкт-Петербург
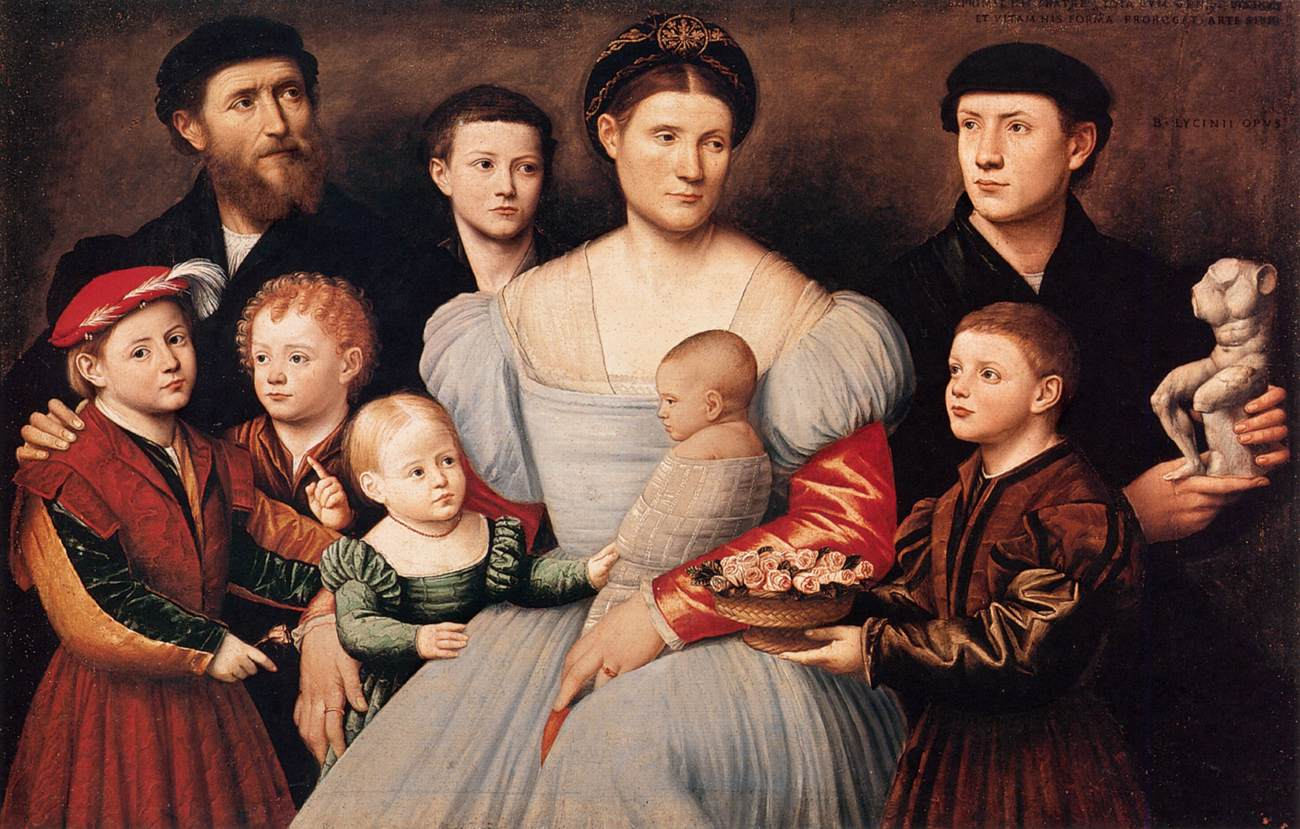
Портрет Арриго Личинио и его семьи. Холст, масло. Галерея Боргезе, Рим
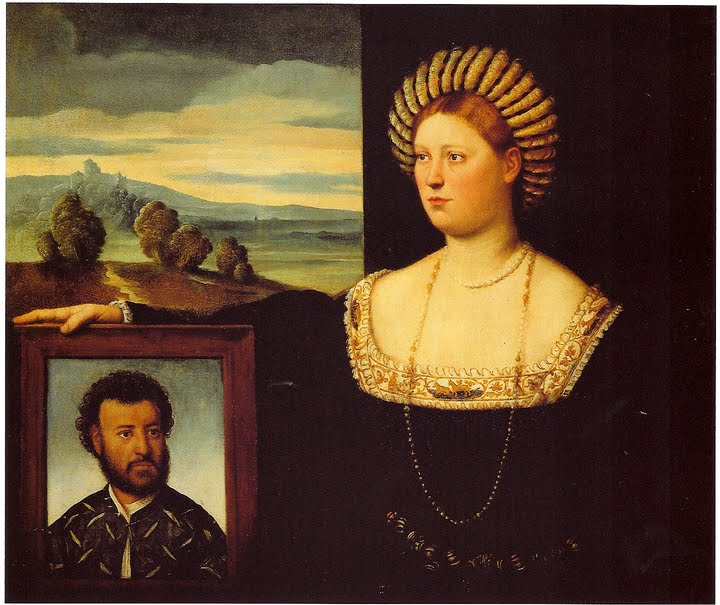
Жена с портретом мужа. Ок. 1500. Дерево, масло. Кастелло Сфорцеско, Милан
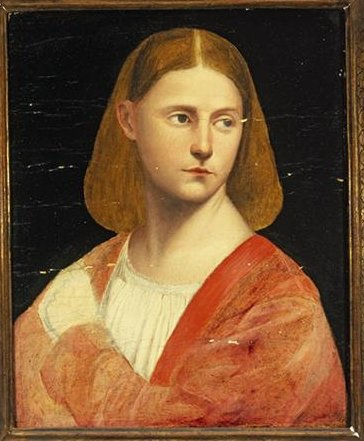
Портрет молодого человека. Ок. 1524. Университет Говарда, Вашингтон
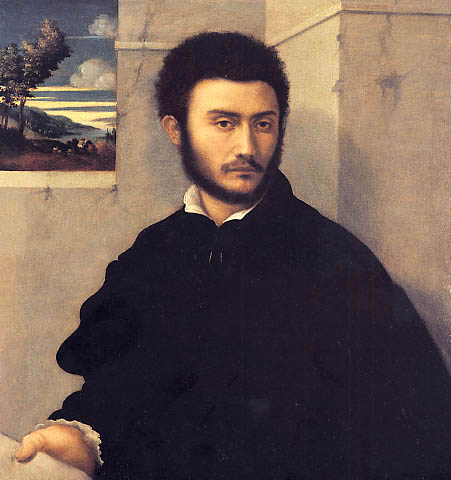
Портрет молодого человека с письмом в руке. Ок. 1530. Местонахождение неизвестно
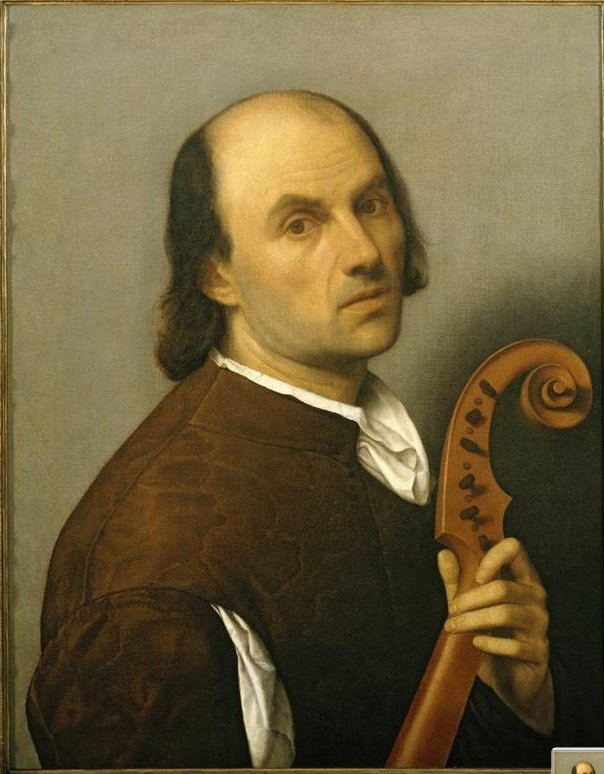
Портрет музыканта. Ок. 1515. Художественный музей Брукс, Мемфис, США
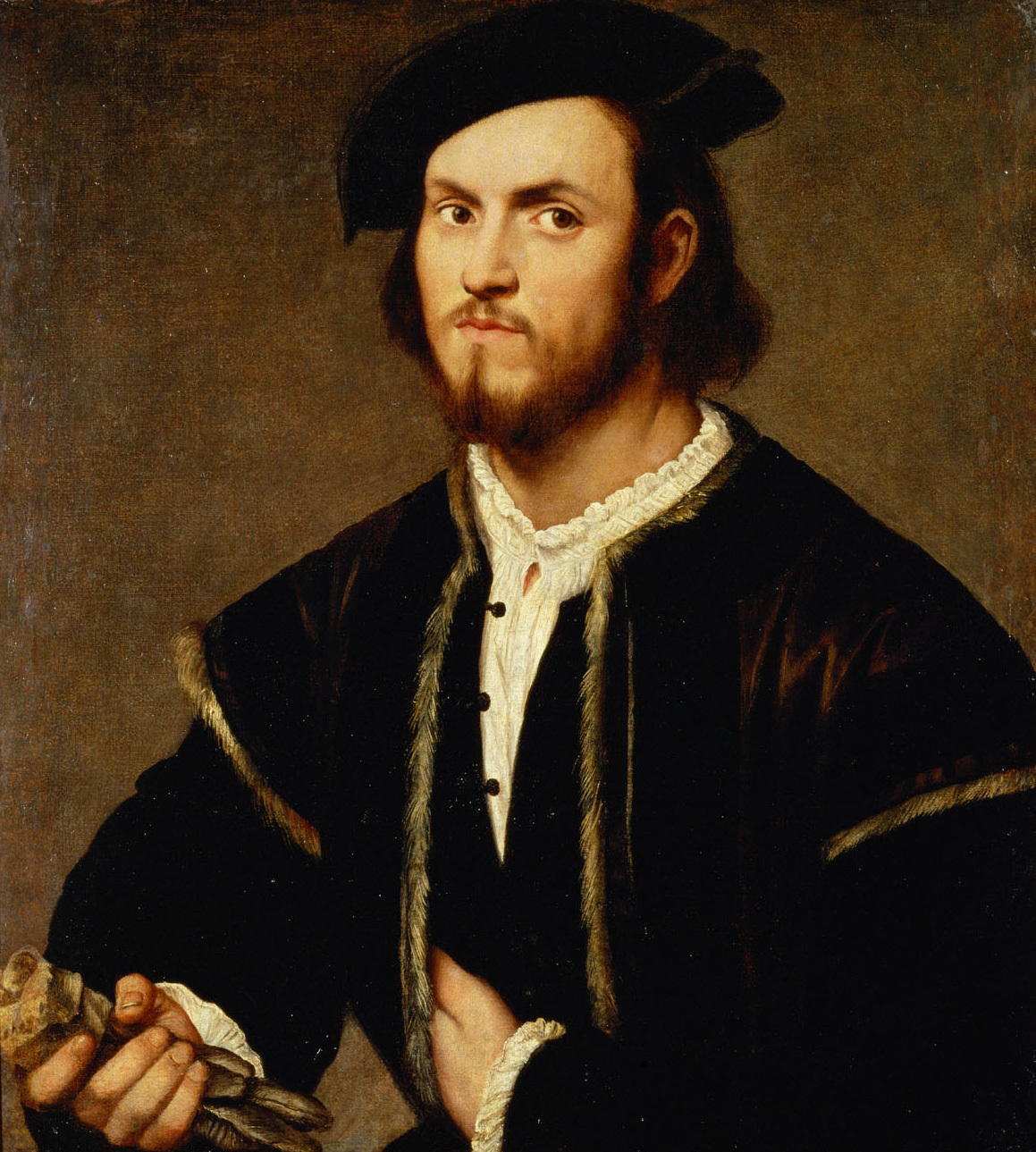
Портрет молодого человека в берете и перчатках. Ок. 1520. Музей истории искусств, Вена
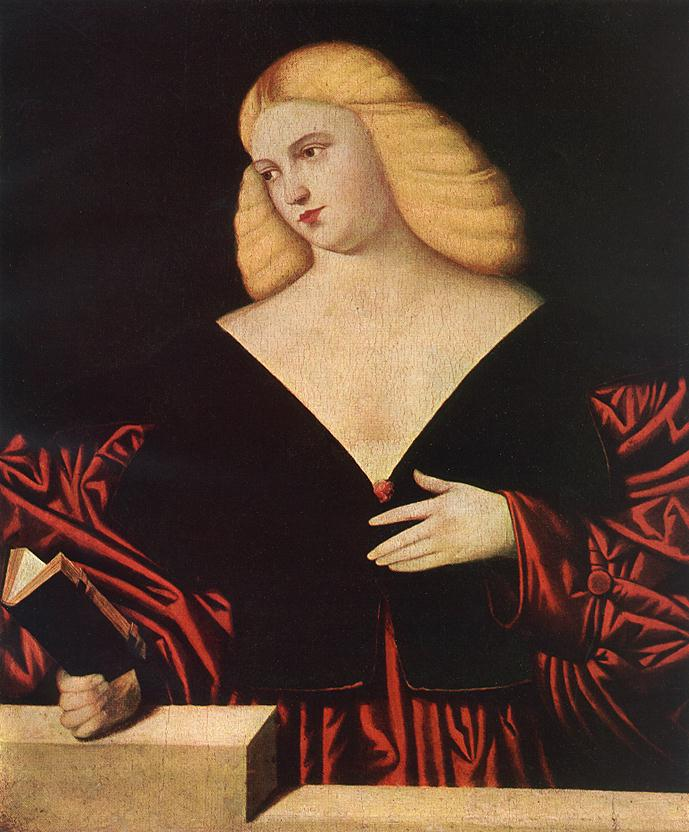
Женский портрет. Дерево, масло. Музей изобразительных искусств, Зугло, Венгрия